# Southern Victory
Southern Victory o Timeline 191 è una saga di 8 romanzi, scritti tra il 1997 e il 2013 da Harry Turtledove
La serie copre un arco temporale che va dal 1862 al 1945 e vede in un universo alternativo dove gli Stati confederati d'America sconfiggono gli americani grazie all'ordine 191 (un ordine realmente emanato dal generale Lee per preparare una serie di offensive contro il Nord, che venne perso e recuperato dagli unionisti, che resistono a tali attacchi) e ciò porterà a cambiamenti radicali a livello mondiale come l'avvicinamento degli Stati Uniti alla Germania e l'ostilità contro la Francia e Gran Bretagna che daranno via a due conflitti globali, concludendosi con l'annessione del Sud
I libri, così come tutte le opere scritte dall'autore, ha la narrazione del punto di vista di vari personaggi, dalle figure note ai semplici civili e soldati al fronte

## Cronologia della serie
Dopo che l'ordine 191 venne recuperato in tempo prima che lo facessero gli Unionisti, le forze confederate di Lee distruggono l'Armata del Potomac nella battaglia di Camp Hill, vicino a Filadelfia, che viene successivamente occupata. A causa di ciò, Francia e Gran Bretagna iniziano a supportarli costringendo gli Stati Uniti, temendo l'entrata in guerra delle due nazioni, a una pace che pone fine alla guerra civile dopo solo un anno.
A seguito di ciò, gli Stati Uniti entrano in crisi e per i successivi 20 anni avviano una politica isolazionista; le conseguenze che avverranno saranno il consolidamento della monarchia asburgica in Messico, il mantenimento dell'Alaska russa (tuttavia non verranno mai scoperti i ricchissimi giacimenti di gas e petrolio), le Hawaii che diventano un protettorato inglese col nome di Isole Sandwich e Abraham Lincoln che non verrà mai ucciso da John Wilkes Booth.
Intanto la Confederazione avvia una serie di relazioni diplomatiche con le due potenze europee, nonostante pratichi ancora la schiavitù. Successivamente nel 1880 inizia a negoziare con il Messico l'acquisto delle provincie di Sonora e Chihuahua per collegarsi col Pacifico, ma gli Stati Uniti la usano come pretesto per dichiarare guerra al Sud, che si conclude con la sconfitta americana dopo che Francia e Gran Bretagna entrarono in guerra attaccando a Nord e facendo incursioni nelle coste; l'unica vittoria americana degna di nota fu la battaglia del fiume Teton, dove il generale Custer e il colonnello Theodore Roosevelt battono le forze inglesi di Charles Gordon. Le condizioni furono dure per gli americani, oltre alla perdita della metà del Maine, sono obbligati a riconoscere l'acquisto del Sud delle due provincie messicane e per dipiù si trova ad affrontare una rivolta mormone nello Utah. Il Partito Repubblicano perde del tutto il supporto del popolo che ora si limita ad avere influenza nel Midwest e nel frattempo Lincoln fonda il Partito Socialista americano.
Vista la difficoltà in una possibile rivincita contro il sud (che intanto si era alleato con Francia, Gran Bretagna e Impero Russo nella Quadruplice Intesa), gli Stati Uniti si allearono con Impero Tedesco, Austria-Ungheria e Italia nella Quadruplice Alleanza, in vista di una guerra totale tra le potenze.
Quando il 28 giugno 1914 Nedeljko Čabrinović uccide Francesco Ferdinando, scoppia la Grande Guerra e sarà combattuta su due teatri: il teatro europeo e il teatro nordamericano.
Mentre il teatro europeo rimane pressoché uguale, in America i confederati occupano Washington DC (che aveva perso lo status di capitale, spostata a Filadelfia), ma vengono fermati sul fiume Roanoke, dando inizio a una guerra di logoramento da est e ovest del paese.